# Club Deportivo Palestino
Il Club Deportivo Palestino è una società calcistica cilena, con sede a Santiago. Milita nella Liga Chilena de Fútbol Primera División, la massima serie del calcio cileno.

## Storia
È stato fondato a Osorno, città nel sud del paese, nel 1920, da un gruppo di immigrati palestinesi. Palestino in spagnolo significa "Palestinese". 
I colori sociali sono gli stessi della bandiera della Palestina: il rosso, il bianco, il verde e il nero. Ha vinto due titoli nazionali e tre coppe del Cile.

## Rosa 2025
| N. |                      | Ruolo | Calciatore       |
| -- | -------------------- | ----- | ---------------- |
| 1  | Cile (bandiera)      | P     | Sebastián Salas  |
| 2  | Cile (bandiera)      | D     | Vicente Espinoza |
| 4  | Cile (bandiera)      | D     | Antonio Ceza     |
| 5  | Argentina (bandiera) | C     | Julián Fernández |
| 6  | Cile (bandiera)      | C     | Nicolás Meza     |
| 7  | Cile (bandiera)      | A     | Bryan Carrasco   |
| 8  | Cile (bandiera)      | C     | Pablo Parra      |
| 9  | Uruguay (bandiera)   | A     | Facundo Castro   |
| 10 | Cile (bandiera)      | C     | Ariel Martínez   |
| 11 | Argentina (bandiera) | A     | Jonathan Benítez |
| 13 | Cile (bandiera)      | D     | Cristián Suárez  |
| 14 | Cile (bandiera)      | C     | Joe Abrigo       |
| 15 | Cile (bandiera)      | C     | Francisco Montes |
| 16 | Cile (bandiera)      | D     | José Bizama      |

| N. |                      | Ruolo | Calciatore       |
| -- | -------------------- | ----- | ---------------- |
| 17 | Argentina (bandiera) | D     | Mateo Martín     |
| 18 | Uruguay (bandiera)   | A     | Junior Arias     |
| 19 | Cile (bandiera)      | A     | Martín Araya     |
| 20 | Cile (bandiera)      | A     | Gonzalo Tapia    |
| 21 | Cile (bandiera)      | A     | Benjamín Araneda |
| 22 | Cile (bandiera)      | C     | Benjamín Soto    |
| 23 | Cile (bandiera)      | D     | Jason León       |
| 24 | Cile (bandiera)      | A     | Dilan Salgado    |
| 25 | Cile (bandiera)      | P     | Sebastián Pérez  |
| 26 | Cile (bandiera)      | P     | Dixon Contreras  |
| 27 | Cile (bandiera)      | A     | Junior Marabel   |
| 28 | Cile (bandiera)      | D     | Dilan Zúñiga     |
| 29 | Cile (bandiera)      | D     | Ian Garguez      |
| 42 | Argentina (bandiera) | D     | Fernando Meza    |

## Rosa 2018-2019
| N. |                      | Ruolo | Calciatore         |
| -- | -------------------- | ----- | ------------------ |
| 1  | Cile (bandiera)      | P     | Ignacio González   |
| 2  | Uruguay (bandiera)   | D     | Alejandro González |
| 3  | Cile (bandiera)      | D     | Sebastian Silva    |
| 4  | Cile (bandiera)      | D     | Nicolás Díaz       |
| 5  | Argentina (bandiera) | C     | Julián Fernández   |
| 6  | Cile (bandiera)      | C     | Camilo Saldaña     |
| 7  | Cile (bandiera)      | C     | Diego Rosende      |
| 8  | Cile (bandiera)      | C     | Cristóbal Jorquera |
| 9  | Argentina (bandiera) | A     | Lucas Passerini    |
| 10 | Cile (bandiera)      | C     | Luis Jiménez       |
| 11 | Cile (bandiera)      | A     | Richard Paredes    |
| 12 | Cile (bandiera)      | P     | Fabián Cerda       |
| 13 | Cile (bandiera)      | C     | César Cortés       |
| 14 | Venezuela (bandiera) | C     | Luis Mago          |
| 15 | Argentina (bandiera) | A     | Mauro Díaz         |

| N. |                      | Ruolo | Calciatore        |
| -- | -------------------- | ----- | ----------------- |
| 16 | Cile (bandiera)      | C     | Santiago Lizana   |
| 17 | Cile (bandiera)      | D     | Enzo Guerrero     |
| 18 | Cile (bandiera)      | C     | Yerko Rojas       |
| 19 | Cile (bandiera)      | D     | Brayan Véjar      |
| 20 | Cile (bandiera)      | D     | Guillermo Soto    |
| 21 | Cile (bandiera)      | C     | Ignacio Ayala     |
| 22 | Cile (bandiera)      | A     | Roberto Gutiérrez |
| 23 | Cile (bandiera)      | A     | Renato Tarifeño   |
| 24 | Cile (bandiera)      | P     | Matías Bórquez    |
| 25 | Argentina (bandiera) | C     | Agustín Farías    |
| 28 | Cile (bandiera)      | C     | Nicolás Gutiérrez |
| 29 | Cile (bandiera)      | A     | Fabián Ahumada    |
| 31 | Cile (bandiera)      | A     | Nicolás Zedan     |
| 32 | Canada (bandiera)    | A     | Diego Gutiérrez   |

## Palmarès

### Competizioni nazionali
- Campionato cileno: 2

1955, 1978
- Copa Chile: 3

1975, 1977, 2018
- Primera B: 2

1952, 1972

### Altri piazzamenti
- Campionato cileno:

Secondo posto: 1953, 1974, 1986, Clausura 2008
Terzo posto: 2019
- Copa Chile:

Finalista: 1985, 2014-2015
Semifinalista: 1991, 2010
- Supercopa de Chile:

Finalista: 2019
- Primera B:

Secondo posto: 1989
- Coppa Libertadores:

Semifinalista: 1979